# Oithona similis
Oithona similis är en kräftdjursart som beskrevs av Claus 1866. Oithona similis ingår i släktet Oithona och familjen Oithonidae. Inga underarter finns listade i Catalogue of Life.